# 대한민국 민법 제1074조
대한민국 민법 제1074조는 유증의 승인, 포기에 대한 민법 상속법 조문이다.

## 조문
제1074조(유증의 승인, 포기) ① 유증을 받을 자는 유언자의 사망후에 언제든지 유증을 승인 또는 포기할 수 있다.
②전항의 승인이나 포기는 유언자의 사망한 때에 소급하여 그 효력이 있다.

第1074條(遺贈의 承認, 抛棄) ① 遺贈을 받을 者는 遺言者의 死亡後에 언제든지 遺贈을 承認 또는 抛棄할 수 있다.
②前項의 承認이나 抛棄는 遺言者의 死亡한 때에 遡及하여 그 效力이 있다.

## 참고 문헌
- 오현수, 일본민법, 진원사, 2014. ISBN 978-89-6346-345-2
- 오세경, 대법전, 법전출판사, 2014 ISBN 978-89-262-1027-7
- 이준현, LOGOS 민법 조문판례집, 미래가치, 2015. ISBN 979-1-155-02086-9